# Szent Kereszt-templom (Kőröshegy)
A Szent Kereszt-templom a Somogy vármegyei Kőröshegy gótikus műemléke. 2007-ben megkapta az Örökségünk – Somogyország Kincse elismerést is.

## Története

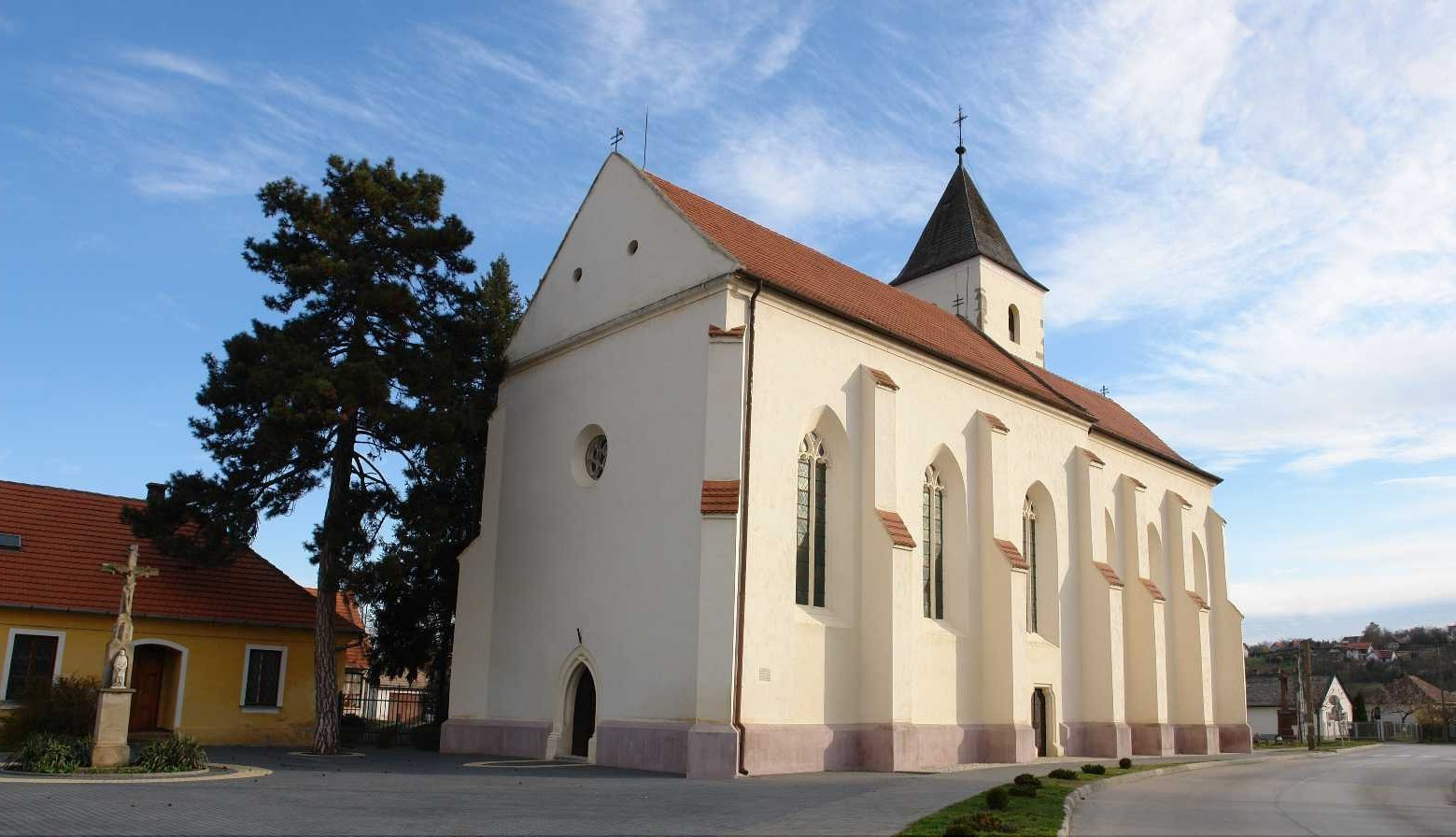

A ferencesek, közülük is a szürke kámzsás cseri barátok szalvatoriánus vagy obszerváns csoportja a 15. században telepedtek le Kőröshegyen. Templomukat valószínűleg az akkori földesúr, Báthori István országbíró építtette a század második felében. Ennek a templomnak az északi oldalához egy ezer négyzetméternél is nagyobb kolostort is hozzáépítettek, amelyet az 1530-as években Pekry Lajos, a király szlavóniai lovaskapitánya felgyújtott, amikor megpróbálta megszerezni magának Kőröshegyet az elhunyt Báthori András földesúr embereitől, akik a kolostorba húzódva védték magukat. A tűzben a kolostor teteje megrongálódott, de később helyreállították, és a ferencesek még a faluban maradtak: 1535-ben 12-en éltek a kolostorban, vezetőjük Hederhely András gvárdián volt. Csabai Kelemen és Dalmadi Máté papok gyóntatással, míg Mernyei Mihály, Kölcsei Benedek és Vállaji Jakab igehirdetéssel foglalkozott, az egyik testvér pedig sarukat is varrt. Az 1537-es rendi közgyűlés már nem rendelt ki gvárdiánt a faluba, öt évvel később pedig a káptalan úgy határozott, hogy azokban a falvakban, ahol a kőröshegyi szerzetesek addig koldultak, ezentúl az egerváriaknak lesz ehhez joga.
A török megszállás alatt a kolostor teljesen elpusztult, de a templom is eléggé tönkrement, igaz, falai még viszonylag jó állapotban megmaradtak. A 18. század középső harmadában, amikor Kőröshegy a szóládi plébániához tartozott, andocsi ferencesek miséztek a templomban, sőt, mivel a falu lakosságának jó része református volt, ők is használták: a sekrestyében kórust építettek maguknak, valamint ülőhelyeket, szószéket és úrvacsoraasztalt is készítettek benne. Az önálló kőröshegyi plébániát 1759-ben szervezték meg.
1757-ben (Széchényi Antal kegyuraság idején) a tetőt zsindellyel, a hajót dongaboltozattal fedték be, 1786-ban pedig a torony romos felső részét visszabontották, új sisakot tettek rá, a gótikus szentélyboltozat helyett pedig új, alacsonyabban elhelyezkedő fedés készült, így a régi falívek a padlástérbe kerültek. 1904 és 1907 között (többek között Sztehlo Ottó részvételével) újabb munkálatok folytak: megnyitották a szentély ablakait, a főbejárat felől pedig új karzatot építettek. Ez a felújítás szakszerűtlen volt, az épület eredeti jellege jelentősen megváltozott.
1969-ben visszaállították a régi állapotot, elbontották a század eleji hozzáépítéseket, a második világháború idején készült freskókat pedig lefestették, sőt, egy évvel később Kovács Endre orgonaművész tervei alapján tervei alapján a 19. század végéről származó orgonát is felújították: ennek volt köszönhető, hogy itt rendezték meg a Musica Antiqua Hungarica és a Cantus Pannonicus nyári hangversenyeket, és mivel az épület akusztikája kiváló, azóta is gyakoriak benne a komolyzenei rendezvények.
1994-ben Kalapáty János esperesplébános vezetésével az épületet színesebbre festették, a szentély székeit stallumszerűen átrendezték, a kórus szecessziós fakorlátját visszaállították, és a diadalív freskóit is felújították. A kórus alatti Mária-oltár a neogótikus orgonaszekrény egy eleméből került kialakításra, rajta Kisfaludi Strobl Zsigmond Szent Imre-szobrának makettjét helyezték el. A következő évben felújították a barokk szószéket is. 2000-ben megújult a teljes külső vakolat, a tető déli oldala pedig új cserépfedést kapott. Ugyanezen év május 13-án Fátimából a templomba érkezett a híres Mária-kegyszobor életnagyságú másolata.

## Az épület
Mind a templom alaprajza, mind a torony elhelyezkedése a ferences hagyományokat tükrözi: az általánostól eltérően a torony itt nem a nyugati oldalon, hanem a szentély északi oldalán található, hogy a kolostorból (amely azóta már elpusztult) közvetlenül a templomba lehessen jutni. Falait kívülről gótikus támpillérek díszítik: déli oldalán öt, délnyugati és délkeleti sarkán, valamint az apszis három oldalán pedig egy-egy. A déli oldalon ezek között a támpillérek között hat, 1,2 méter széles és 4,5 méter magas gótikus ablak nyílik. A nyugati kapu fölött rózsaablak látható, amelynek egyik középső hatszögét kőrácsos halhólyagmintával díszítették. A belső falakat népi faragású szobrok díszítik, az oltárképet, amelyen a keresztre feszített Jézus látható, valószínűleg egy Hofbauer nevű bécsi mester készítette.
Az épület hossza 33,7 méter, a szentély 14,5 m × 7,7 méteres, a hajó 16,1 m × 8,9 méteres.

## Képek

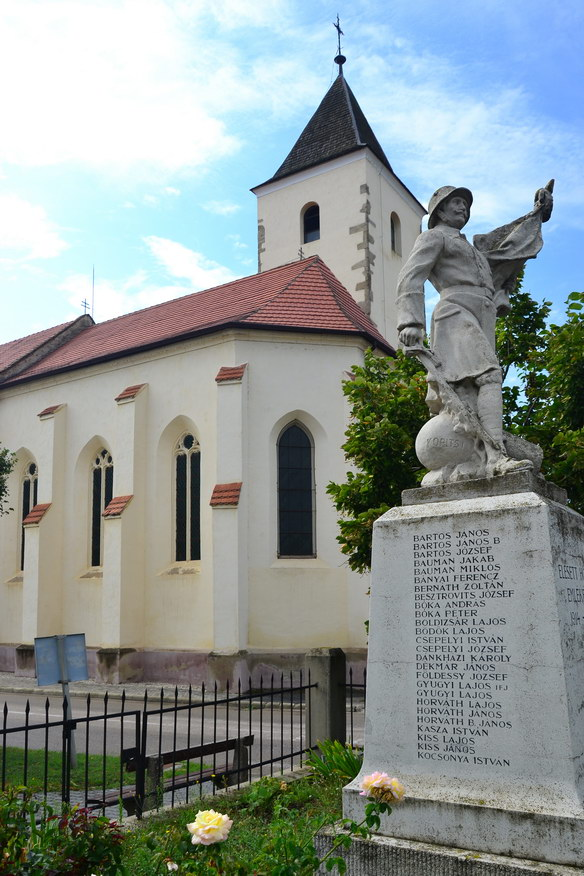
Külső részlet
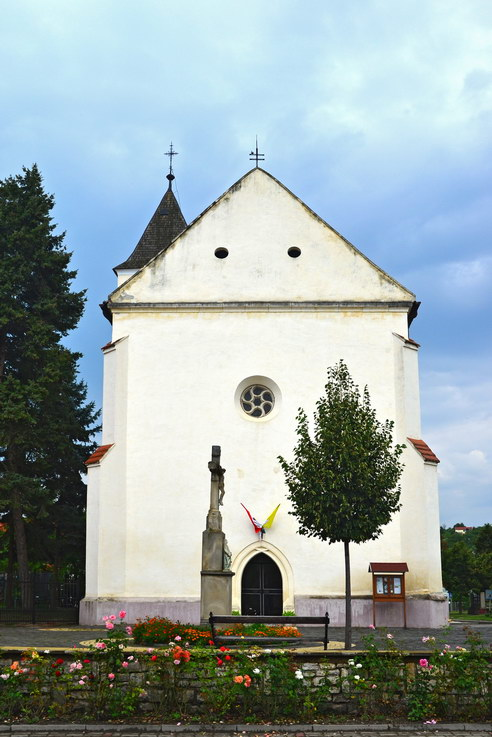
Külső részlet
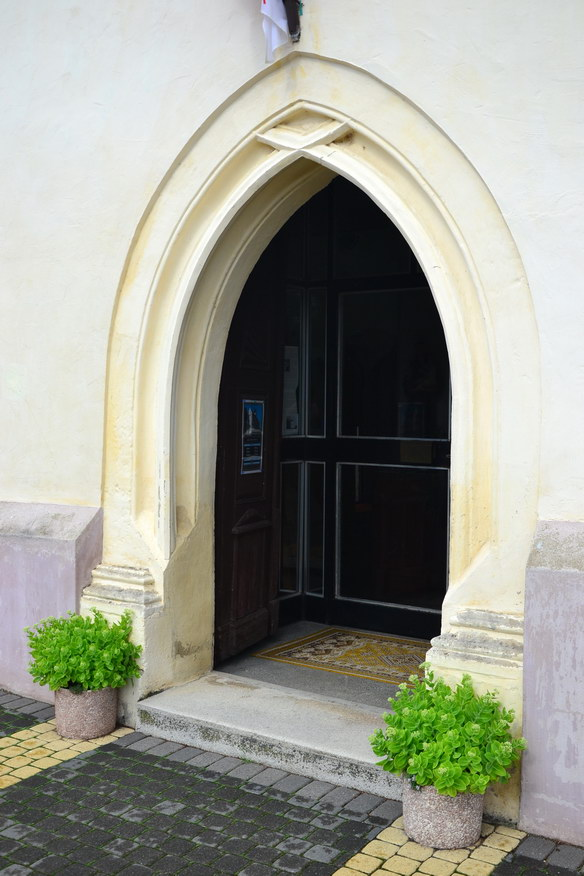
Kapu